# 稠密に定義された作用素
数学の、特に作用素論の分野における稠密に定義された作用素（ちゅうみつにていぎされたさようそ、英語: densely defined operator）とは、部分的に定義されたある種の関数のことで、位相的な意味では「ほとんど至る所」定義された線形作用素のことである。稠密に定義された作用素は、関数解析学の分野において、先天的に「意味を持つ」ような対象よりもより広いクラスへと応用されるような作用素として登場する。

## 定義
ある位相ベクトル空間 X から別の位相ベクトル空間 Y への線形作用素 T が稠密に定義されているとは、T の定義域が X の稠密部分集合であり、値域が Y に含まれていることを言う。

## 例
- 単位区間 [0, 1] 上で定義される実数値連続関数からなる空間 C0([0, 1]; R) を考える。C1([0, 1]; R) を連続的微分可能な関数からなるその部分空間とする。上限ノルム ||·||∞ を空間 C0([0, 1]; R) に備えることで、その空間は実バナッハ空間となる。D を微分作用素

{\displaystyle (\mathrm {D} u)(x)=u'(x)\,}
としたとき、これは C0([0, 1]; R) からそれ自身への稠密に定義された作用素で、その定義域は稠密な部分空間 C1([0, 1]; R) である。そのような作用素 D は非有界作用素の例であることにも注意されたい。実際
{\displaystyle u_{n}(x)=e^{-nx}\,}
に対して
{\displaystyle {\frac {\|\mathrm {D} u_{n}\|_{\infty }}{\|u_{n}\|_{\infty }}}=n}
が成立するため、D は非有界作用素である。この非有界性は、作用素 D を何らかの連続的な方法で C0([0, 1]; R) へと拡張しようとする際に、困難をもたらす。
- 一方、ペイリー-ウィナー積分（英語版）は稠密に定義された作用素の連続的な拡張の例である。任意の抽象的ウィナー空間（英語版） i : H → E とその共役 j = i∗ : E∗ → H において、j(E∗) から L2(E, γ; R) への自然な連続線形作用素（実際それは包含（inclusion）で等長）が存在し、j(f) ∈ j(E∗) ⊆ H は L2(E, γ; R) における f の同値類 (equivalence class)  [f] へと向かう。j(E∗) が H において稠密であることを示すことは難しくない。上述のような包含は連続であるため、j(E∗) → L2(E, γ; R) の H 全体への連続線型拡張 I : H → L2(E, γ; R)  が唯一つ存在する。この拡張がペイリー-ウィナー写像である。